# František Zvardoň
František Zvardoň (20. června 1949, Petřvald – 13. listopadu 2024) byl fotograf, reportér a kameraman francouzsko-české národnosti. Odborné vzdělání absolvoval na Škole výtvarné fotografie v Brně. Ilustroval více než 300 knih a je autorem 35 knih. Spolupracoval s mnoha časopisy a vydavateli po celém světě. Produkoval také industriální a městské fotografie převážně pro publikování. Od roku 1985 žil ve Štrasburku v Alsasku.

## Životopis
Po Škole výtvarné fotografie v Brně a filozofii v Praze pracoval jako vedoucí fotodílny v továrně Ostroj v Opavě, poté jako vedoucí dílen v Ostravě v roce 1982 a jako fotograf v redakci Rudého práva v letech 1984–1985. V roce 1983 získal ve Vancouveru cenou UNESCO, kvůli čemuž se ocitl v nesnázích tehdejšího československého režimu. V roce 1987 emigroval do Francie a požádal o politický azyl. Do Maison des artistes v Paříži nastoupil jako fotograf od roku 1987 dodnes. V roce 1989 pořídil svou první reportáž v Berlíně a poté v Istanbulu v Turecku pro Carrefour de Littérature ve Štrasburku. Poté realizoval mnoho dokumentárních fotografií ve světě pro časopisy a různá vydavatelství. Cestoval do 52 zemí, aby pořídil fotografie publikované v knize Bible 2000 v 18 svazcích a pěti jazycích od vydavatelství Signe. Jeho cesty po Etiopii od roku 2006 mu umožnily vydat dvě knihy, Surma v roce 2006 a Ethiopia Instants Eternals v roce 2011, 383stránkovou černobílou knihu. Je také autorem videodíla Inferno se skladatelem Yannem Robinem, které bylo uvedeno na mezinárodním festivalu současné hudby „Musica“ ve Štrasburku v roce 2015 a v Lille v roce 2017.
František Zvardoň zemřel v Ittenheimu v listopadu 2024 ve věku 75 let.

## Ceny a ocenění
- Cena FIAP, UNESCO Lepší způsob života, Vancouver 1976, o znečištění vytvořené uhelnými doly, které ničí krajinu okolo Ostravy.[11]
- Cena AGFA Gevaert, Leverkusen 1983
- Mezinárodní cena Nikon Photo Contest, Tokio 1983
- Olympus Prize, Tokio 1990
- Cena UNEP za životní prostředí, New York 1996
- Grand Prix Akademie Alsaska 2019[12][13]

## Publikace
- On my own, 1990, vyd. On my Own ISBN 2950651305
- Vache, 1992, vyd. Mise au Green ISBN 978-2-909464-00-8
- Les routes du lait, collectif 1994, vyd. Contrejour ISBN 2859491589
- Paysages humains, 1996, vyd. Signe ISBN 2877183912
- Bible 2000, 18 volumes, 1996-1998, vyd. Signe ISBN 287718-314-9
- Alsace Dialogue du paysage, 2000, vyd. Castor & Pollux ISBN 2-912756-43-X
- Empreinte du temps, 2004, Musée national d'Opava ISBN 80-239-2876-7
- L'Alsace de Zvardon, 2005, vyd. Carré Blanc ISBN 2-84488-075-4
- Surma (Éthiopie), 2006, vyd. Castor & Pollux ISBN 2-350080102
- Petra Werlé, Histoires naturelles, 2007, vyd. Castor & Pollux ISBN 978-2-35008-011-6
- Bleu de Terre, 2008, vyd. Carré Blanc ISBN 978-2-84488-103-8
- Le Bas-Rhin, 2008, vyd. Le VergerISBN 978-2-84574-077-8
- Strasbourg (60e anniversaire de l’OTAN) 2009, vyd. Carré Blanc ISBN 978-2-84488-178-6
- Les Alsaciens, 2009, vyd. La Nuée Bleue ISBN 978-2-7165-0594-9
- La route des vins d’Alsace, 2010, vyd. Signe ISBN 978-2-7468-2428-7
- Chemins de Saint-Jacques-de-Compostelle, 2010, vyd. Signe ISBN 978-2-7468-2931-2
- Petra Werlé - De la nature des choses, 2010, vyd. Castor & Pollux ISBN 2350080404
- Au fil du Rhin, 2010, vyd. La Nuée Bleue ISBN 978-2-7165-0778-3
- Metz, 2010, vyd. Carré Blanc ISBN 978-2-84488-123-6
- Éthiopie Instants éternels, 2011, vyd. On my Own ISBN 979-10-90607-00-2
- Au-dessus des châteaux de France, 2012, vyd. Signe ISBN 978-2-7468-2766-0
- Au-dessus des parcs et jardins de France, 2013, vyd. Signe ISBN 978-2-7468-2740-0
- Alsace Panorama, 2013, vyd. Nuée Bleue ISBN 978-2-7165-0830-8
- L'excellence en Alsace, 2014, vyd. Signe ISBN 978-2-7468-3216-9
- Aurora Borealis, 2015, vyd. Signe ISBN 978-2746833593
- Secrets de cathédrale, 2015, Éditons du Signe ISBN 978-2-7468-3304-3
- Un port au cœur de la ville, 2016, vyd. Signe ISBN 978-2-7468-3315-9
- Silences d’Alsace, 2017, vyd. Signe ISBN 978-2-7468-3558-0
- Lalique, l’art de la main, 2018, vyd. Signe ISBN 978-2-7468-3634-1
- Wissembourg et ses secrets, 2018, vyd. Signe ISBN 978-2-7468-3637-2
- Notre-Dame-de-Paris - Au carrefour des Cultures, 2018, vyd. Signe ISBN 978-2-7468-3667-9
- Hagueneau et ses secrets, 2018, vyd. Signe ISBN 274683636X
- Sanctuaire Notre-Dame du Laus, 2019, vyd. Signe ISBN 978-2-7468-3708-9
- Notre-Dame de Paris l’éternelle, 2019, vyd. Signe ISBN 978-2-7468-3816-1
- Saverne et ses secrets, 2019, vyd. Signe ISBN 978-2746838482
- Notre-Dame de la Garde, Marseille, 2019, vyd. Signe ISBN 2746836874
- Basilique Sainte-Marie-Madeleine, 2019, vyd. Signe ISBN 978-2-7468-3689-1
- Le champ de feu, 2019, vyd. Signe ISBN 2746837439
- Hunspach l’authentique, 2020, vyd. Signe ISBN 2746840731
- Secrets de la Légion étrangère, 2022, vyd. Signe ISBN 2746843056
- Œuvre Vidéo Inferno, projetée en 2015 à l'ouverture du festival Musica pour sa 33e édition (Festival international de musique contemporaine) avec l'orchestre symphonique de Freiburg-in-Brisgau (Německo), Musique Yann Robin.